# Тернопільський обласний краєзнавчий музей
Тернопільський краєзнавчий музей — краєзнавчий музей у місті Тернополі, найбільше зібрання пам'яток і матеріалів з природи, історії, етнографії і побуту Тернопільщини, найдавніший заклад культури і просвітництва в області.

## Історія: становлення і сучасність
Тернопільський обласний краєзнавчий музей заснований у 1913 році. Офіційно відкритий 13 квітня 1913 року як Музей Подільський Товариства «Народної школи»  (засновник — польський географ Станіслав Сроковський, який також уклав путівник по музею. Вже тоді у фондах музею налічувалося майже 10 тис. експонатів.
3 травня 1932 року в Тернополі почав діяти Подільський музей при Кружку «Рідної школи», чия історія тісно пов'язана з іменем професора Тернопільської гімназії «Рідна школа» Якима Яреми. Станом на 1936 рік його музейна колекція налічувала 2340 експонати, що були розміщені у 10-ти відділах.
Обидва вищевказані музейні заклади проіснували в Тернополі до часу вступу у місто червоної армії 17 вересня 1939 р.  У період зміни влади Подільський музей товариства «Народна школа» був майже повністю пограбований, зникла також частина експонатів Подільського музею при Кружку «Рідна школа».
26 грудня 1939 року на підставі наказу Народного комісаріату освіти УРСР Подільський музей при Кружку «Рідної школи» було реорганізовано, всі його фонди були передані у новостворений Тернопільський історико-краєзнавчий музей. Реорганізований музей діяв у приміщенні вулиці Качали, 2 . Фонди поповнювалися матеріалами з повітових музеїв Бережан, Чорткова, а також творами живопису, скульптури і графіки Західної Європи XVIII поч. XX ст. націоналізованих маєтків графів Потоцьких і Козібродських, баронів фон Добчіце з Заліщиків, Кудринецького і Поморянського замків, приватних колекцій. Впродовж 1940-1941 рр. музей кілька разів міняв місце знаходження допоки у червні 1941 р. музейні експонати та обладнання були перевезені у 3-х - поверховий старий будинок (побудований 1857 р.) колишньої реальної школи на вулиці Брюкнера, 17 (згодом Музейна, тепер Валова).
У період нацистської окупації (під час Другої світової війни) музей продовжував працювати. 19 серпня 1943 року гестапо вилучило з музею 49 найцінніших живописних полотен, серед яких твори західноєвропейських художників XVIII-XIX ст. та польських митців - «Повернення з війни» Ю. Брандта, «Краєвид» Ю. Хелмонського, «Вид Кракова» та «Вид з вікна» Л. Вичулковського, та інші. Доля цих мистецьких шедеврів невідома донині. Про те, працівниці музею Стефанії Садовській вдалося вберегти значну частину музейних колекцій від грабунку. Найцінніші з них (картини що залишились, рідкісну кераміку, дорогоцінні монети, документи, тощо) вона власноруч заховала у глибоких музейних підвалах. Ризикуючи при цьому життям.
У часі боїв за Тернопіль будинок Музею дуже постраждав: було повністю знищено дах і третій поверх, частково другий, повибивані вікна і двері, та ін. Сильно постраждали експонати та музейне обладнання (шафи, вітрини, тощо). Ремонтні роботи розпочались 20 вересня 1944, а 15 липня 1945 року Тернопільський краєзнавчий музей знову відчинив двері для відвідувачів. У 1960-70 рр. у музейній збірці опинилися ікони та різьба із закритих церков Тернопільщини в т. ч. унікальні барельєфи і скульптури Й.Пінзеля з церкви Покрови пресвятої Богородиці в Бучачі, статуї А. Осинського з костьолу бернардинців Збаража, ілюстровані стародруки XVII-XVIII ст, видані в друкарнях Почаївської та Києво-Печерської Лаври, Ставропігіївського братства у Львові.  Будівля і внутрішні приміщення музею пошкоджені війною (не збереглась, тепер на тому місці Будинок Головного управління Національної поліції в Тернопільській області) потребували капітального ремонту, тому з 1968 року експозицію було надовго закрито.
Після завершення реставрації пам'ятки архітектури XVIII ст. Домініканського костелу у ньому розмістився один з відділів музею - Тернопільська картинна галерея (нині Тернопільський обласний художній музей), яку відкрито 6 травня 1978 р. Збірка творів образотворчого мистецтва Краєзнавчого музею склала основу її експозиції, а  беззміним завідувачем став археолог, мистецтвознавець, історик, Ігор Ґерета.   
Завдяки наполегливості і старанням директора Венедикта Лавренюка відбулося завершення будівництва спеціально спроектованої на новому місці будівлі краєзнавчого музею (архітектор Олег Головчак, інженер Юзеф Зімельс) та його урочисте відкриття 30 грудня 1982 року. Було створено нову, за останнім словом музейної науки, експозицію. А вже в наступному, 1983 році Тернопільський краєзнавчий музей став дипломантом ВДНГ. У популярних у 1980-х роках соціалістичних змаганнях музей посідав друге місце в СРСР і три роки підряд відзначався Перехідним прапором Міністерства культури України та ЦК профспілки працівників культури.
У структурі музею з 2022 діє 7 відділів : три експозиційні відділи (природи, давньої історії та нової і новітньої історії), а також відділи фондів, науково-методичної роботи, науково-просвітницької роботи та художньо-рекламний відділ.
У 1990—2000 -ті роки Тернопільський обласний краєзнавчий музей — один із найсерйозніших наукових і просвітницьких закладів України. У його складі — 42 наукові працівники (початок 2009 року), які забезпечують усі види музейної діяльності: науково-дослідницьку, просвітницьку, експозиційну, виставкову, видавничу, комплектування фондів, збереження пам'яток історії та культури і науково-методичну.
Завдяки співпраці музею з українською та західною діаспорою, у 1990 -х рр. надійшли тисячі експонатів, у тому числі художні полотна Якова Гніздовського, Михайла Мороза, О. Кендла, інших художників, документальні і фотоматеріали з національної історії та національно-визвольних змагань, філателістичні та нумізматичні колекції. Листування велося з десятками українських діячів США, Канади, Англії, Німеччини, Австралії.
У 1996 році в окремому приміщенні був відкритий перший в Україні Історико-меморіальний музей політичних в'язнів на правах відділу музею, від 2019 р. перебуває в складі Музею національно-визвольної боротьби Тернопільщини.
Музей щорічно влаштовує виставки із своїх фондів. Традиційно, це Різдвяні та Великодні виставки, мистецтво старовини, сакральне мистецтво, античні речі тощо. До найчисельніших належать персональні виставки сучасних художників та майстрів образотворчого та народного мистецтва. Проводяться урочисті заходи щодо пам'ятних дат та ювілеїв, наукові конференції, пізнавальні квести для учнівської молоді.

## Фонди і експозиція музею

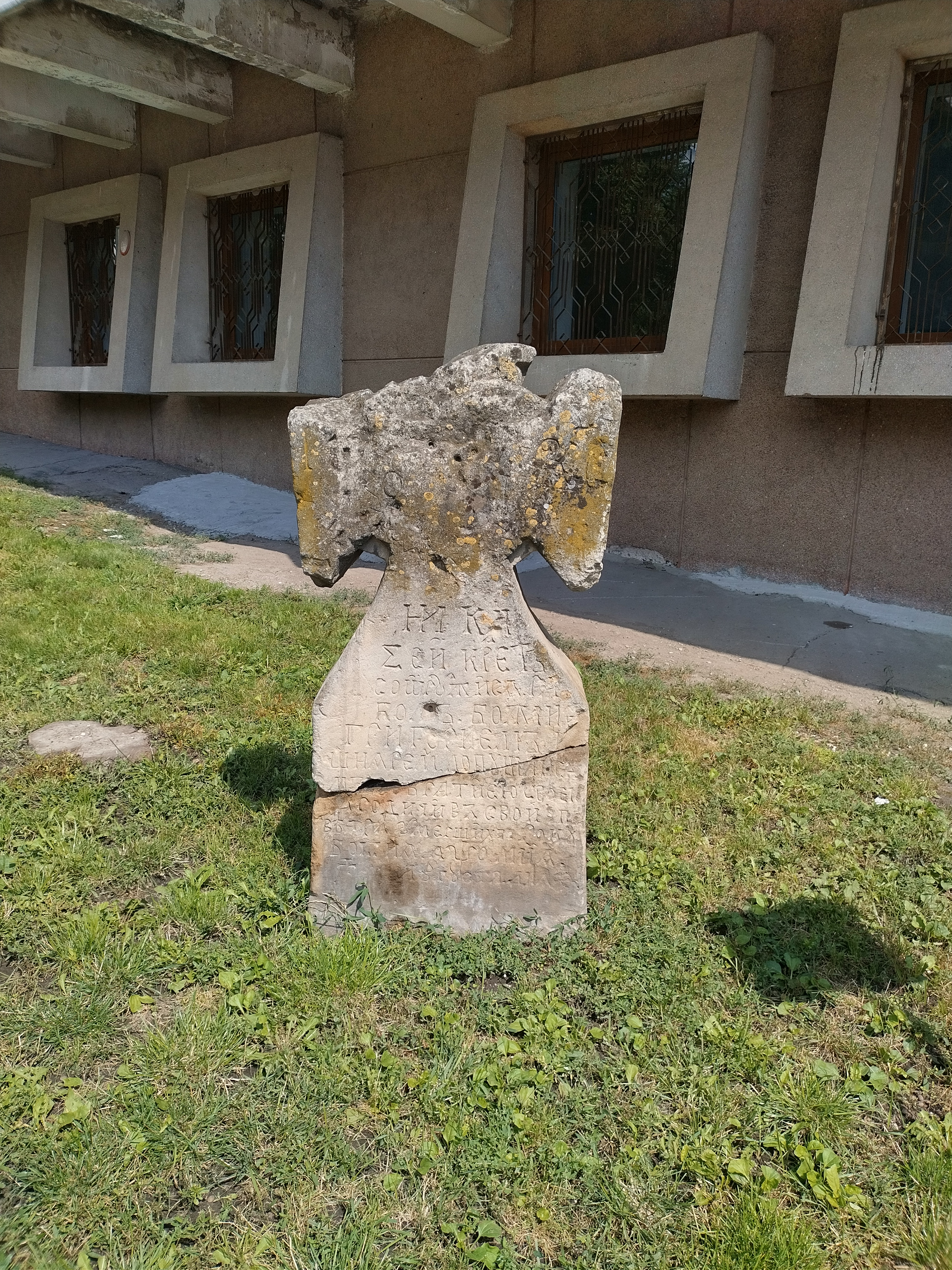
Кам'яний хрест

У фондах музею зберігається понад 256 тис. експонатів. Особливо великими є збірки українського народного одягу з різних регіонів Тернопі́лля, образотворчого та декоративно-ужиткового мистецтва, нумізматики, філателії, документів і світлин, речей побуту.
Унікальне значення серед експонатів Тернопільського краєзнавчого музею мають: археологічні артефакти (бл. 40 тис. одиниць), 312 предметів зброї, цінна колекція ікон XVII — поч. XIX століть, стародруки Почаївської Лаври XVII-XVIII століть, зразки українського національного вбрання з різних регіонів Тернопільщини, килими з вікнянських ткацьких майстерень XIX ст., золототкацтво з Бучацьких мануфактур, західноєвропейське мистецтво XVII — поч. XIX ст.
Постійна експозиція музею охоплює близько 12 тисяч одиниць зберігання.
Експозиція відділу природи знайомить відвідувачів з географічним положенням, геологічною історією та геологічною будовою, корисними  копалинами, рельєфом, водами, кліматом, рослинним і тваринним світом області  та характерними ландшафтами Тернопільщини.
В експозиції відділу стародавньої, середньовічної і нової історії представлені матеріали, які відображають первіснообщинний, феодальний та капіталістичний  устрій нашого краю, відтворено період від найдавніших часів до Першої світової війни.

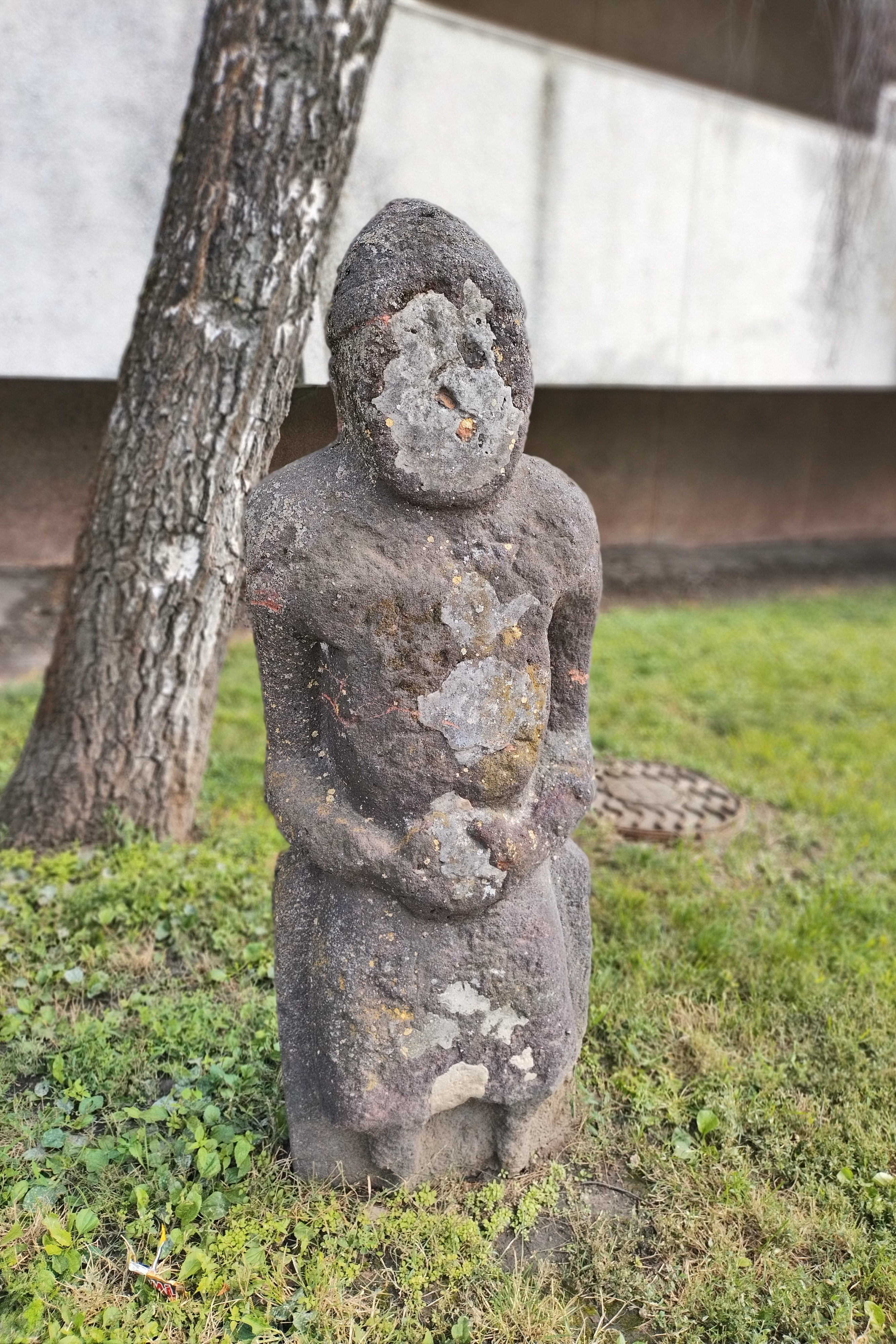
Скіфська "баба"

Відділ новітньої історії охоплює період від Першої світової війни (1914—1918 рр.) до сьогодення.
При музеї є виставкова зала, де щомісячно влаштовуються експозиції з фондових матеріалів, а також виставки з інших музеїв України та з-за кордону, виставки сучасних українських художників, тематичні експозиції в рамках Всеукраїнських проектів. Фондові матеріали були представлені на міжнародних виставках у Польщі, Німеччині, Румунії.
У листопаді 2021 року Тернопільський обласний краєзнавчий музей представив виставку «Таємниці давнього письма». Тут можна побачити стародавні зошити, чорнильниці, стародруки, пера, сторічні шкільні фото, дошки, пісківницю.

## Відомі співробітники та директори

### Директори
- Бума (Борис) Ельгорт — у 1959—1975;
- Венедикт Лавренюк — 1976—2003;
- Микола Левчук — 2003—2005;
- Степан Костюк — 2005—2021;
- Ярема Шатарський — від 2021.

### Колишні
- Стефанія Садовська (1888 — 1968) — українська музеєзнавиця, краєзнавиця педагог;
- Ігор Ґерета (1938 — 2002)  — український археолог, мистецтвознавець, історик, Заслужений діяч мистецтв України, поет, викладач і громадсько-політичний діяч;
- Тамара Удіна (1937-2013)  — український історик, мистецтвознавець, педагог, художник, діячка культури;
- Богдан Лановик (1938 — 2019)  — український історик, краєзнавець, науковець, професор, кандидат історичних наук;
- Левко Крупа (1943 — 2000)  — український письменник, журналіст, громадсько-політичний діяч, педагог, Народний депутат України 1-го скликання (1990—1994);
- Єфрем Гасай (1938 — 2019)  — український історик, музеєзнавець, краєзнавець, публіцист.
- Віра Стецько (1956 — 2016)  — українська мистецтвознавиця, громадська діячка. Член НСЖУ (1982);
- Олександр Ситник — український історик, археолог;
- Людмила Булгакова — українська історикиня, краєзнавиця;
- Павло Сливка — український педагог, музейник, історик, краєзнавець, громадсько-політичний діяч;
- Богдан Строцень — український історик, археолог, педагог;
- Людмила Строцень — українська історикиня, етнографиня, пам'яткоохоронець;
- Марина Ягодинська — українська історикиня, археолог, пам'яткоохоронець;
- Ярослава Гайдукевич— українська краєзнавець, музеєзнавиця, член правління Тернопільської обласної організації Національної спілки краєзнавців України.

### Теперішні
- Олег Гаврилюк

## Інтернет-джерела
- Тернопільський обласний краєзнавчий музей у соцмережі «Facebook»
- Тернопільський обласний краєзнавчий музей  - офіційний сайт .